# Ruth Hamblin
Ruth Hamblin (ur. w 24 czerwca 1994 w Smithers) – kanadyjska koszykarka występująca na pozycji środkowej, reprezentantka kraju, obecnie zawodniczka DGT AZS Politechniki Gdańskiej.
11 sierpnia 2020 została zawodniczką Politechniki Gdańskiej.

## Osiągnięcia
Stan na 19 kwietnia 2021, na podstawie, o ile nie zaznaczono inaczej.

### NCAA
- Uczestniczka rozgrywek:
  - NCAA Final Four (2016)
  - II rundy turnieju NCAA (2015, 2016)
- Mistrzyni:
  - sezonu regularnego Pac-12 (2014–2016)
  - turnieju Pac-12 (2016)
- Zawodniczka roku Pac-12 (2015 według mediów)
- Defensywna zawodniczka roku Pac-12 (2015, 2016)
- Laureatka nagrody Pac-12 Scholar-Athlete of the Year (2016)
- Zaliczona do:
  - I składu:
    - Pac-12 (2014–2016)
    - defensywnego Pac-12 (2014–2016)
    - Academic All-American (2014, 2016)
    - Senior Class Award All-America (2016)
    - turnieju Pac-12 (2014, 2016)

  - II składu CoSIDA Academic All-America (2015)
  - III składu All-American (2015 przez Associated Press)
  - składu honorable mention All-America (2016)

### Drużynowe
- Mistrzyni Belgii (2019)

### Indywidualne
- MVP kolejki EBLK (5 – 2020/2021)[4]
- Liderka EBLK w blokach (2021 – całego sezonu)

### Reprezentacja
Seniorska
- Mistrzyni Ameryki (2017)
- Wicemistrzyni:
  - Ameryki (2019)
  - uniwersjady (2015)
- Uczestniczka mistrzostw świata (2018 – 7. miejsce)

Młodzieżowe
- Uczestniczka mistrzostw Ameryki U–18 (2012 – 4. miejsce)